# Honoré Vlamynck
Pour les articles homonymes, voir Vlamynck.
Honoré Vlamynck est un footballeur belge né le 29 janvier 1897 à Ostende (Belgique) et mort le 1er septembre 1974.
Attaquant au Daring Club de Bruxelles, il termine  meilleur buteur du Championnat de Belgique en 1920 avec un total de 26 buts. Terminant troisième au classement cette saison-là, le Daring remporte le titre de champion la saison suivante.
Honoré Vlamynck a joué en équipe nationale entre 1919 et 1923 : il marque deux buts en quatre matches de sélection.

## Palmarès
- International de 1919 à 1923 (4 matches et 2 buts)
- Meilleur buteur du Championnat de Belgique en 1920 (26 buts)
- Champion de Belgique en 1921 avec le Daring Club de Bruxelles